# 細川勝氏
細川 勝氏（ほそかわ かつうじ）は、『海東諸国紀』にのみ記載される室町幕府の人物。細川氏の一族であり、細川勝元の従兄弟とある（この場合、勝元の叔父・細川持賢が父ということになるだろうが、今のところ確認されていない）。諱の｢勝｣の字は、勝元と同じく室町幕府第7代将軍・足利義勝より偏諱を受けたものであろう。

## 生涯
肥前国の藤原頼永の使者であった僧寿藺に対し、護送を名目に朝鮮と室町幕府や地方の守護・国人層が使者を送っていた時期がある。寿藺が朝鮮から幕府への書状を持ち帰り、再度朝鮮へ向かう（寛正3年1462年）2月に、勝氏は登場する。8代将軍足利義政（義勝の弟）の命で朝鮮への使者を立て、自分も朝鮮への書簡を認めたという（『福井県史』）。
また勝氏は那久野（名護屋）にあったとも記載される（『東松浦郡史』）。

## 『海東諸国紀』における記述 (抜粋)
- 以下は細川氏および勝氏に関する記述の抜粋部分である。適宜補足も加えている。

細川殿
居国王殿西世与畠山左武衛相逓為管提源持之死子勝元嗣時未遣使於我勝元娶山名源教豊[注1]之女[注2]而無子教豊以其幼子[注3]属為養子其後教豊受譴於国王黜居外州其子義安等二人侍国王教豊令二子請還於国王二子以其父性悪恐還而起釁不為之請乃令勝元請之勝元為請於国王遂得還以是教豊甚徳勝元及勝元有子[注4]以其所養教豊之子[注3]為僧教豊怒乃与勝元為仇相戦教豊之外孫大内殿[注5]及女壻一色殿[注6]土岐殿等挙兵助之勝元挟国王移天皇於其陣内大小群臣従細川者衆焚京都二条以北塹而守之相持今六年勝元年四十余矣○又有持賢文明二年庚寅遣使来朝書称細川右馬頭源朝臣持賢持賢乃勝元父持之之弟持賢無子勝元於其家後作別室号典厩置持賢而師事之年老或云已死○又有細川勝氏勝源従兄弟文明二年庚寅遣使来朝初上松浦那久野能登守藤源朝臣頼永遣寿藺書記来朝時我世祖方議通信於日本国王以風水険遠欲因諸酋使為使問時在館者則寿藺於其中稍解事遂命授書与礼物以送于国王又命礼曹書諭大内殿及頼永護送兼致賜物文正元年丙戌五月受命而去庚寅乃来寿藺言其年六月還上松浦修船備行装丁亥二月自上松浦発向国都都中兵起海賊充斥南海路梗従北海而往四月始到若狄州［倭訓臥可沙］馳報国王国王遣兵迎之然盗賊縦横或従間道或留滞備経艱苦凡六十日而得達国都致書与礼物于国王館于東福寺国王方在細川殿陣中与山名殿相持未暇修答至戊子二月受答書国王更議不可無答使又命勝氏備方物遣使勝氏自為書遣心苑東堂等与寿藺偕来寿藺又言大内処書与賜物使人伝送為海賊所掠其所言多浮浪不可尽信
注：
1. 本文中の｢教豊｣は山名教豊のことを言っているのであろうが、一部で父・山名持豊（宗全）と混同していると思われる記述が見られる。
2. 細川勝元が娶った山名宗全の養女（山名熙貴の娘）のこと。
3. 細川勝元が初めに養子としていた山名宗全の子・豊久のことであろう。
4. 細川勝元の実子、細川政元。後述されている通り、政元が生まれると、養子の豊久は仏門に押し込まれ（僧にされ）た。
5. 大内政弘のこと。実際には教豊ではなく宗全の外孫である。
6. 教豊の娘婿・一色義春を指す。直後の｢土岐殿｣は同じく一色氏の出身者である土岐成頼とみられる。

（原文およびその他の記述等は、『海東諸国紀』全文テキストデータベースを参照いただきたい。）